# Хасан ібн Алі
Аль-Ха́сан ібн Алі́ (624—670) — другий шиїтський імам, син Алі і Фатіми.
Після смерті Алі в 661 році був проголошений в Іраку халіфом як старший член сім'ї, що мала великі заслуги перед пророком. Проте через шість місяців після свого вибрання він відкрито відмовився від халіфату на користь правителя Сирії Муавії, виторгувавши за це в нього грошову компенсацію і пенсію для свого молодшого брата Хусейна. Угода передбачала повернення халіфату Хусейну після смерті Муавії. Одні прихильники дому Алі засуджували дії Хасана, інші виправдовували.
За переказами він був отруєний своєю дружиною. Вину за його смерть шиїти поклали на Муавію.